# Charles Sellon
Charles Sellon est un acteur américain né à Boston (Massachusetts), le 24 août 1870;, et mort à La Crescenta, en Californie, le 26 juin 1937.

## Filmographie partielle
- 1923 : The Bad Man d'Edwin Carewe : oncle Henry
- 1924 : Le Ravageur (The Roughneck) de Jack Conway : Sam Melden
- 1924 : Le Fleuve de feu (Flowing Gold) de Joseph De Grasse : Tom Parker
- 1925 : Le Monstre (The Monster) de Roland West : le gendarme
- 1925 : Champion 13 (The Lucky Devil) de Frank Tuttle
- 1927 : La Vallée des géants (The Valley of the Giants) de Charles Brabin :  le colonel Pennington
- 1927 : The Mysterious Rider de John Waters
- 1927 : The Prairie King de B. Reeves Eason
- 1927 : Easy Pickings de George Archainbaud
- 1928 : L'Implacable Destin (Love Me and the World Is Mine) de Ewald André Dupont
- 1928 : Épouvante (Something Always Happens) de Frank Tuttle
- 1928 : Quelle nuit ! (What a Night!) de A. Edward Sutherland
- 1928 : Feel My Pulse de Gregory La Cava
- 1929 : La Fille dans la cage de verre (The Girl in the Glass Cage) :
- 1929 : Grande Chérie (Sweetie), de Frank Tuttle : Dr Oglethorpe
- 1929 : Bulldog Drummond de F. Richard Jones :  John Travers
- 1929 : The Gamblers de Michael Curtiz : Tooker
- 1929 : Big News, de Gregory La Cava : J.W. Addison
- 1929 : Hot Stuff de Mervyn LeRoy
- 1929 : Force (The Mighty) de John Cromwell
- 1929 : La Cadette (The Saturday Night Kid) de A. Edward Sutherland : Lem Woodruff
- 1930 : Let's Go Native de Leo McCarey : Wallace Wendell Sr.
- 1930 : Love Among the Millionaires de Frank Tuttle
- 1930 : For the Love o' Lil de James Tinling
- 1930 : Men Are Like That de Frank Tuttle
- 1930 : Honey de Wesley Ruggles
- 1931 : Le Désert rouge (The Painted Desert) de Howard Higgin : Tonopah
- 1931 : Laugh and Get Rich de Gregory La Cava
- 1931 : Une femme moderne (The Age for Love) de Frank Lloyd
- 1932 : The Drifter de William A. O'Connor : Whitey
- 1932 : Make Me a Star de William Beaudine : Mr. Gashwiler
- 1932 : Speed Madness de George Crone
- 1932 : La Forêt en fête (Carnival Boat) d'Albert S. Rogell : Charley Lane
- 1932 : The Dark Horse d'Alfred E. Green : Mr. Green
- 1933 : Entrée des employés (Employees' Entrance) de Roy Del Ruth : Arnold Higgins
- 1933 : The Chief de Charles Reisner
- 1933 : Houp là (Hoop-La) de Frank Lloyd
- 1934 : Shirley aviatrice (Bright Eyes) de David Butler : oncle Ned Smith
- 1934 : La Fine Équipe (6 Day Bike Rider) de Lloyd Bacon : le pharmacien (non crédité)
- 1935 : Un drame au casino (The Casino Murder Case) d'Edwin L. Marin : Dr Doremus, le légiste
- 1935 : Diamond Jim d'A. Edward Sutherland : Touchey
- 1935 : Welcome Home de James Tinling : Andrew Anstruther